# Chiesa di Santa Maria delle Grazie (Gravedona)
La chiesa di Santa Maria delle Grazie, nota anche come Chiesa del Convento, è un edificio sacro che si trova a Gravedona, in provincia di Como.

## Storia
La chiesa e il convento agostiniano (poi adibito a biblioteca) vennero fondati nel 1467, dove un tempo era presente una chiesa dedicata al Salvatore, oratorio paleocristiano del VI secolo in posizione dominante sul paese. In virtù di queste origini, gli abitanti del luogo usano identificare questa chiesa come "il Convento". Il convento intrecciò una serie di rapporti con i principali conventi agostiniani osservanti della Lombardia e divenne dalla fine del Quattrocento ai primi decenni del secolo successivo un punto di riferimento alla stregua della fondazione benedettina di Piona. Nel 1474 Galeazzo Sforza contribuì finanziariamente alla fabbrica che aveva avuto un avvio difficoltoso.
Tra il 1496 e il 1520 si realizzò il maggior impegno decorativo, con successive fasi stilistiche. 

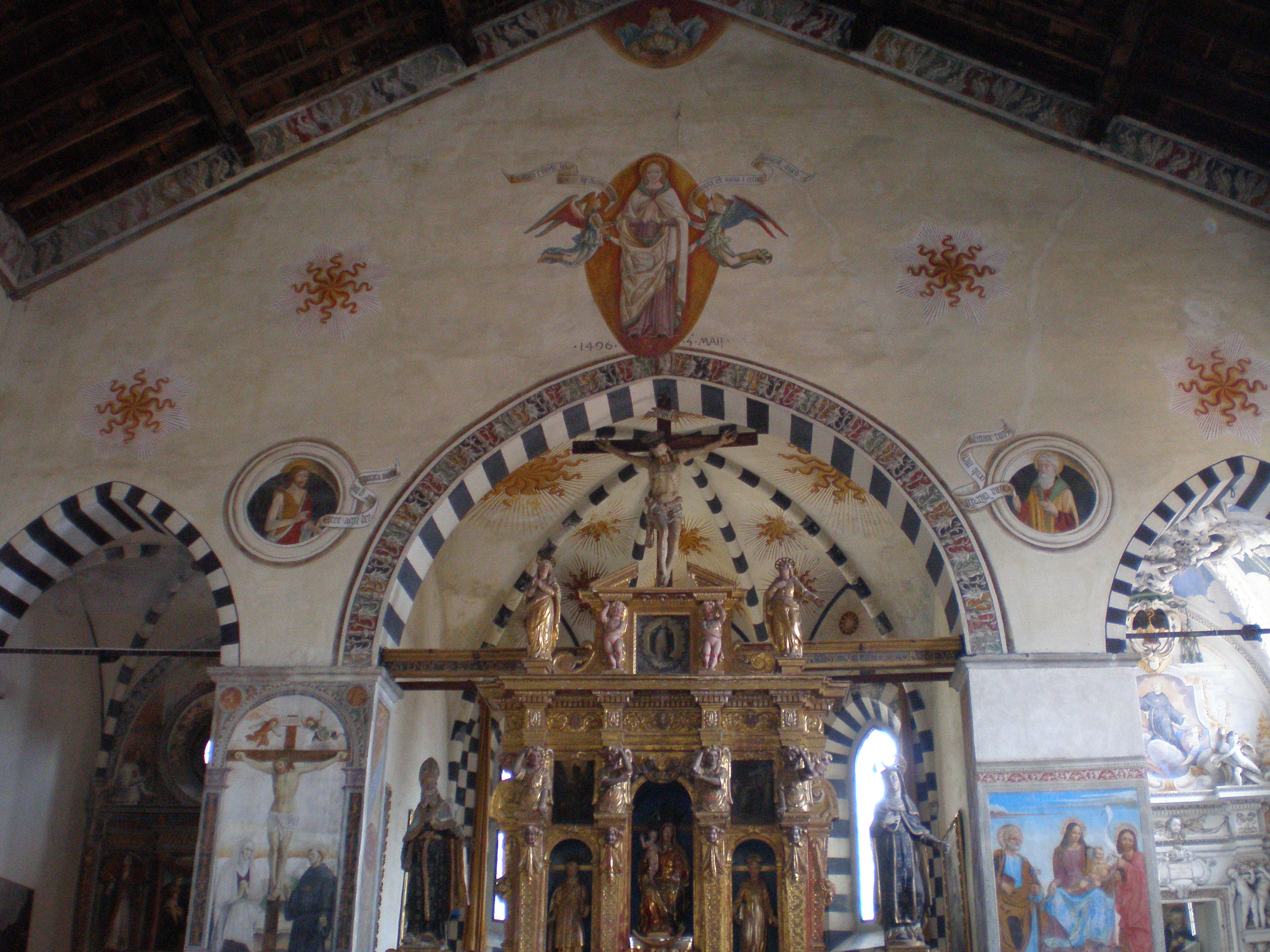
L'altare maggiore: si nota sulla parete di fondo, ai lati dell'Assunta, la data 1496 - 4 maggio

Il convento di eremitiani venne soppresso nel 1771 da Maria Teresa d'Austria, ma la chiesa rimase consacrata e viene ancora utilizzata. Nonostante le suddivisione e le modificazioni d'uso, il chiostro mantenne sia l'assetto originario sia gli affreschi raffiguranti alcune scene della vita di Gesù e alcuni santi agostiniani, dipinti realizzati da Domenico da Lugano (e, forse, anche da Bernardino de' Donati). All'artista luganese si deve anche una Crocifissione dipinta nel 1519 e conservata all'interno della chiesa.

## Descrizione
L'articolazione architettonica segua il modello diffuso in zona, con una navata unica scandita da archi trasversali che creano stretti comparti laterali. Tre absidi, di cui quella centrale con volta a vela, chiudono sul fondo l'ampio e luminoso spazio interno. La navata riprende alcuni schemi costruttivi gotici.
La chiesa presenta due portali in marmo di Musso; la lunetta del portale in facciata riporta un affresco cinquecentesco raffigurante la Vergine tra i santi Agostino e Nicola da Tolentino.
I sottarchi e le facciate dei timpani sono affrescati con busti di profeti e beati e santi agostiniani, partendo dall'ingresso, fino ai Dottori della Chiesa e alcuni teologi (quali Alessandro di Sassoferrato e Bonaventura da Padova) nell'ultimo sottarco, il più vicino all'altare.
Sulla parete del presbiterio si trova l'affresco raffigurante la Madonna Assunta con la data 1496, tra due santi: Simeone il Giusto e Giovanni Battista. Al 1509 risale invece, la raffigurazione della Madonna tra i Santi Pietro e Giovanni Battista, opera attribuita ad Alvise De Donati.
L'impianto iconografico della chiesa è teso alla glorificazione dell'ordine agostiniano e alla proclamazione della dottrina dell'Incarnazione e dell'Assunzione. Nonostante la critica non sia unanime riguardo alla paternità di queste opere pittoriche, molti le attribuiscono al tornasco Bartolomeo de Benzi (autore degli affreschi di Santa Maria di Vico).

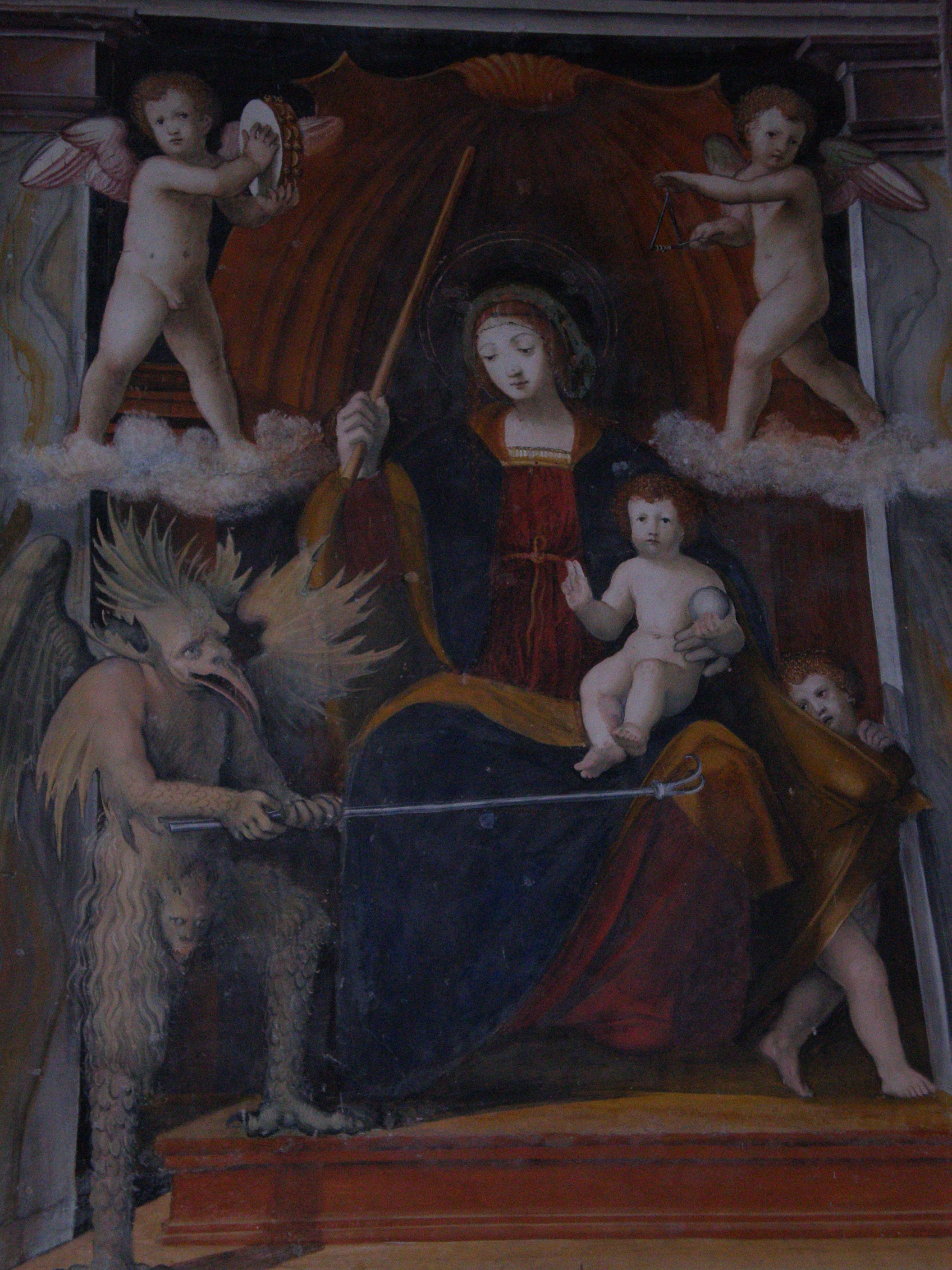
L'affresco rappresentante la Madonna del Cifulet

Ogni cappella è dedicata a un episodio o a un santo biblico: 
nella prima a destra, la cappella della Crocifissione (tema caro all'ordine agostiniano), si trova un ciclo di affreschi raffiguranti due episodi tratti dalle Storie della Croce (L'apparizione della Croce a Costantino e Il ritrovamento della Croce da parte di Sant'Elena) e, nell'ampio spazio centrale, la Crocifissione. Quest'ultima presenta la particolarità del Cristo non dipinto ma scolpito in legno, mentre il resto della scena è affrescato. Il ciclo fu commissionato nel 1516 dalla famiglia Casati (lo stemma è visibile sopra la chiave di volta dell'arco).
Nella seconda cappella a destra, raffigurante storie della vita di Sant'Antonio abate, si trova, sull'interno del pilastro, un affresco molto famoso nel paese: la "Madonna Del Cifulet": si tratta di un'immagine della Vergine con il Bambino, raffigurata mentre scaccia un piccolo demone, il "Cifulet", appunto. Probabilmente l'affresco ha una valenza simbolica, con il demone che rappresenta i mali del mondo (e forse è anche un'allegoria del Protestantesimo), ma la figura del Cifulet è da sempre usata per spaventare i bambini del paese.
Al centro della cappella, la figura di Sant'Antonio abate, in trono, con il porcellino ai suoi piedi. Intorno alla figura centrale, incorniciati da cornici e lesene dipinte, vari episodi della vita del Santo, ognuno dei quali è descritto da un cartiglio alla base del dipinto.
Questa cappella è datata al 1509 e fu commissionata dalla famiglia Stampa. Al XVI secolo risalgono anche gli altri affreschi che decorano le pareti della cappella, ornate dalle raffigurazioni dei primi quattro Dottori della Chiesa, di san Pietro, di santa Maria Maddalena, di san Paolo e del beato Giorgio Laccioli.
Di fronte all'entrata laterale si trova la cappella dedicata alla Deposizione di Cristo dalla Croce: la scena centrale, molto geometrica e misurata, è sormontata da un timpano con Dio Padre benedicente. 
Più a destra, verso l'altare maggiore, si trova la cappella di San Giovanni Battista, commissionata dalla famiglia Benadusio (monogramma sotto il sole raggiato). Vi sono raffigurati dieci episodi della Vita di San Giovani Battista, dipinti di Sigismondo De Magistris separati da cornici architettoniche e con cartigli come didascalie.
La cappella a sinistra dell'abside è dedicata a sant'Agata: gli affreschi recano la data 1º febbraio 1520 e furono commissionati dalla famiglia Stampa. Si riconoscono un Martirio di Sant'Agata, affiancato da Santa Caterina e sant'Agnese, l'Incoronazione di San Nicola da Tolentino da parte della Vergine e Sant'Agostino, il Padre Eterno e l'Annunciazione. La cappella ospita una notevole statua rinascimentale della Vergine col bambino in marmo bianco di Musso, attribuita allo scultore Tommaso Rodari.
L'organo meccanico a un manuale è opera della ditta Mascioni di Cuvio, che lo realizzò a metà XIX secolo.

## Galleria d'immagini

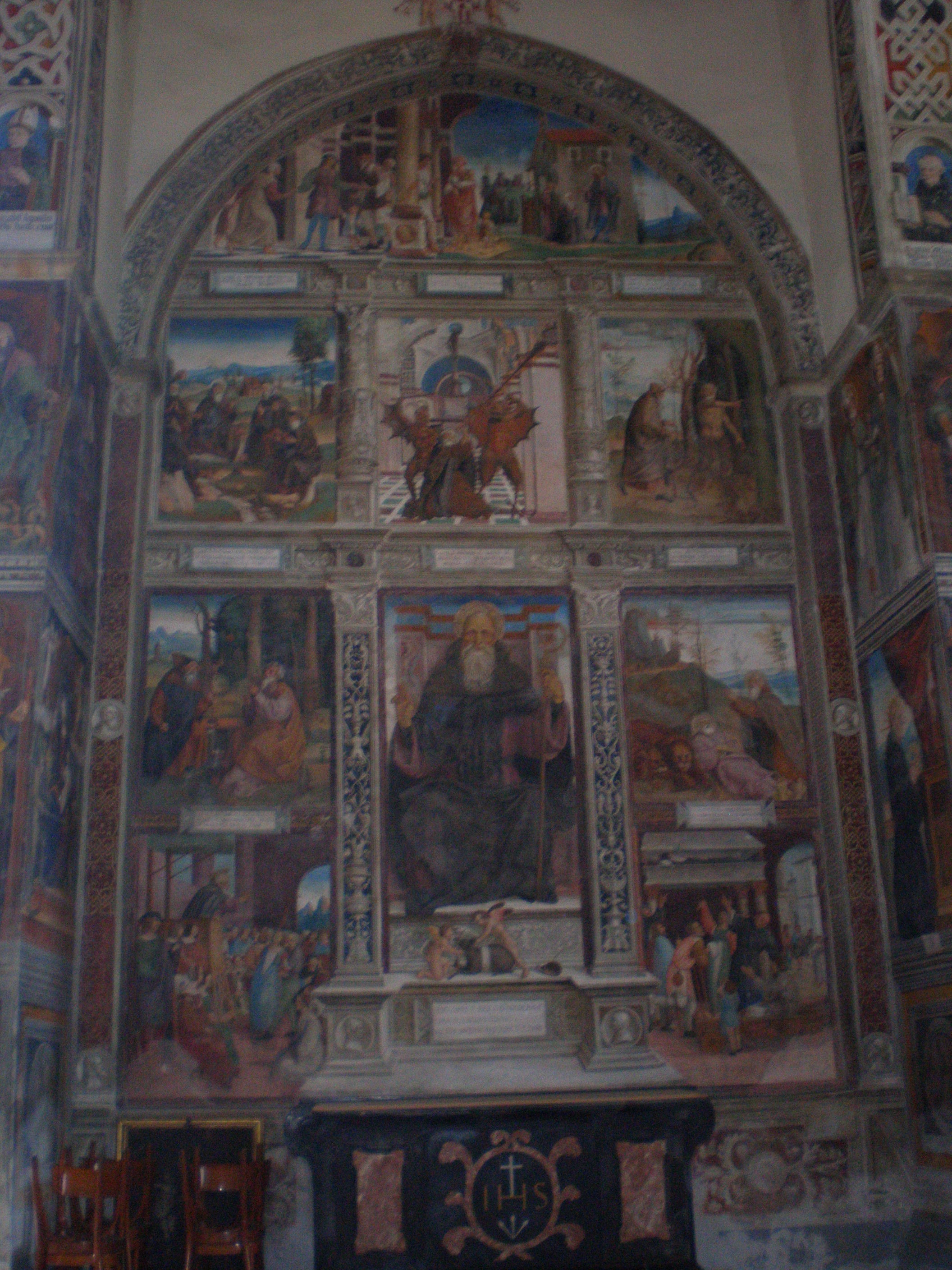
La cappella di Sant'Antonio Abate
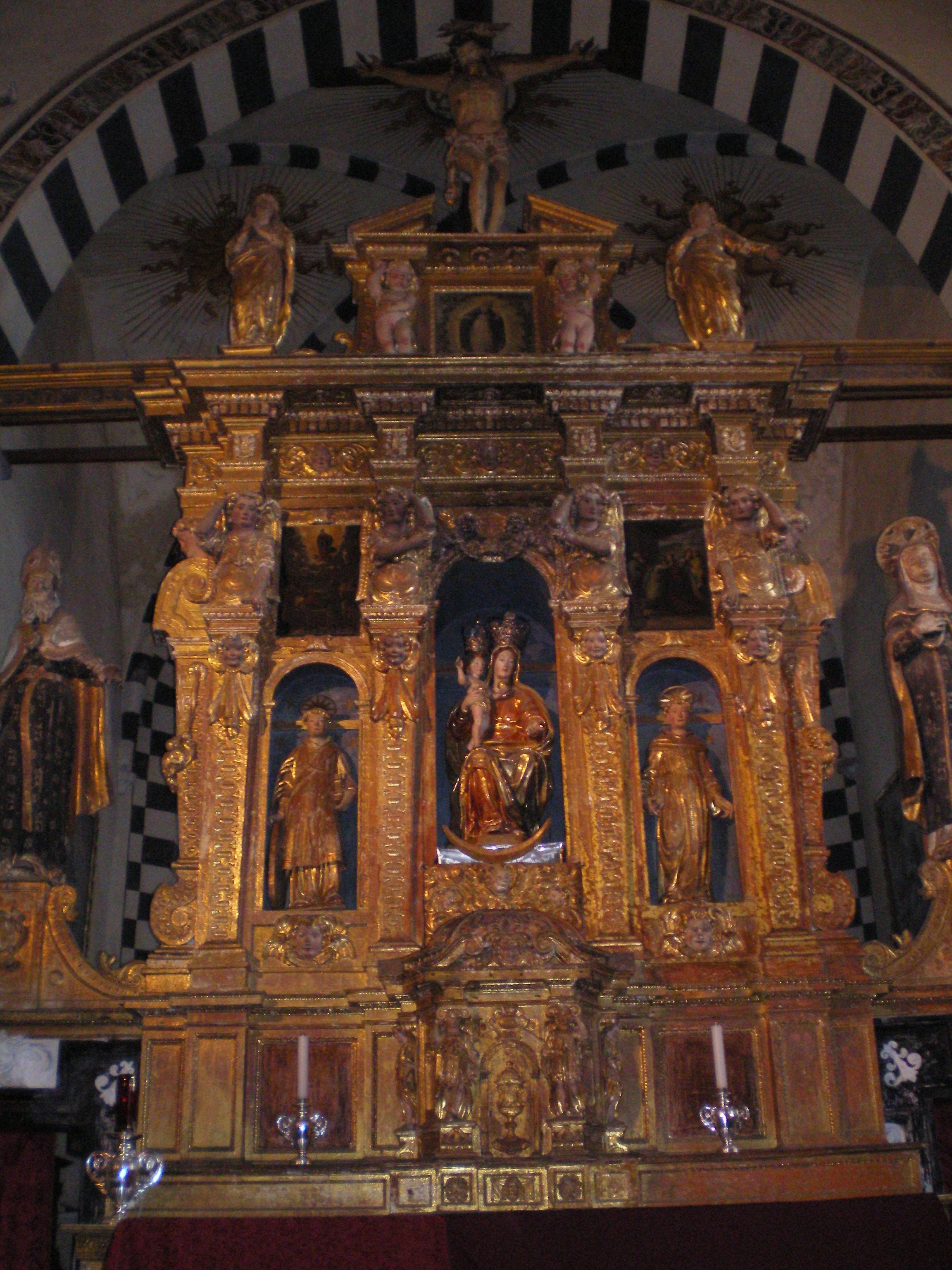
L'altare ligneo.
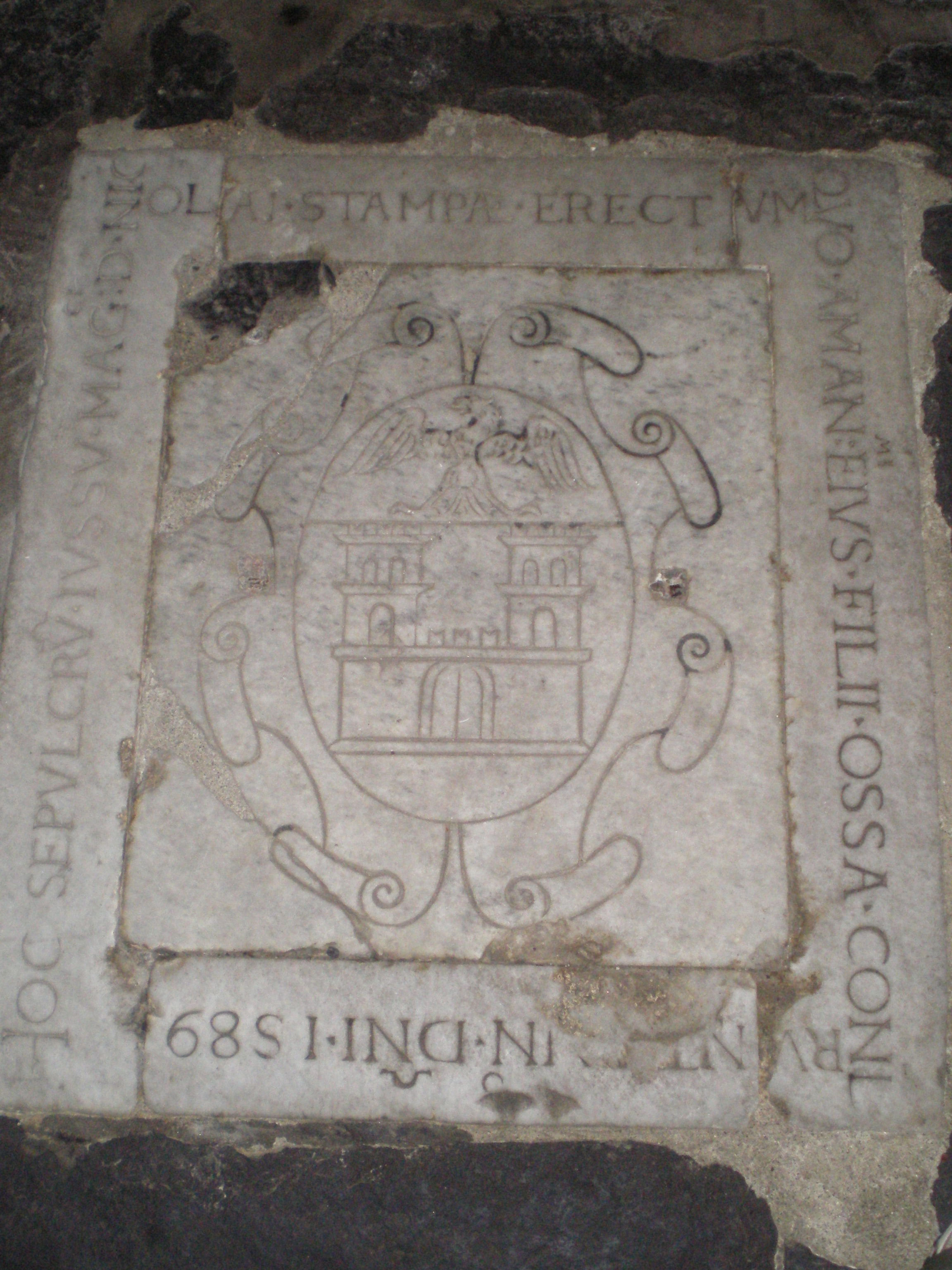
Lastra tombale della famiglia Stampa, nel pavimento della chiesa.
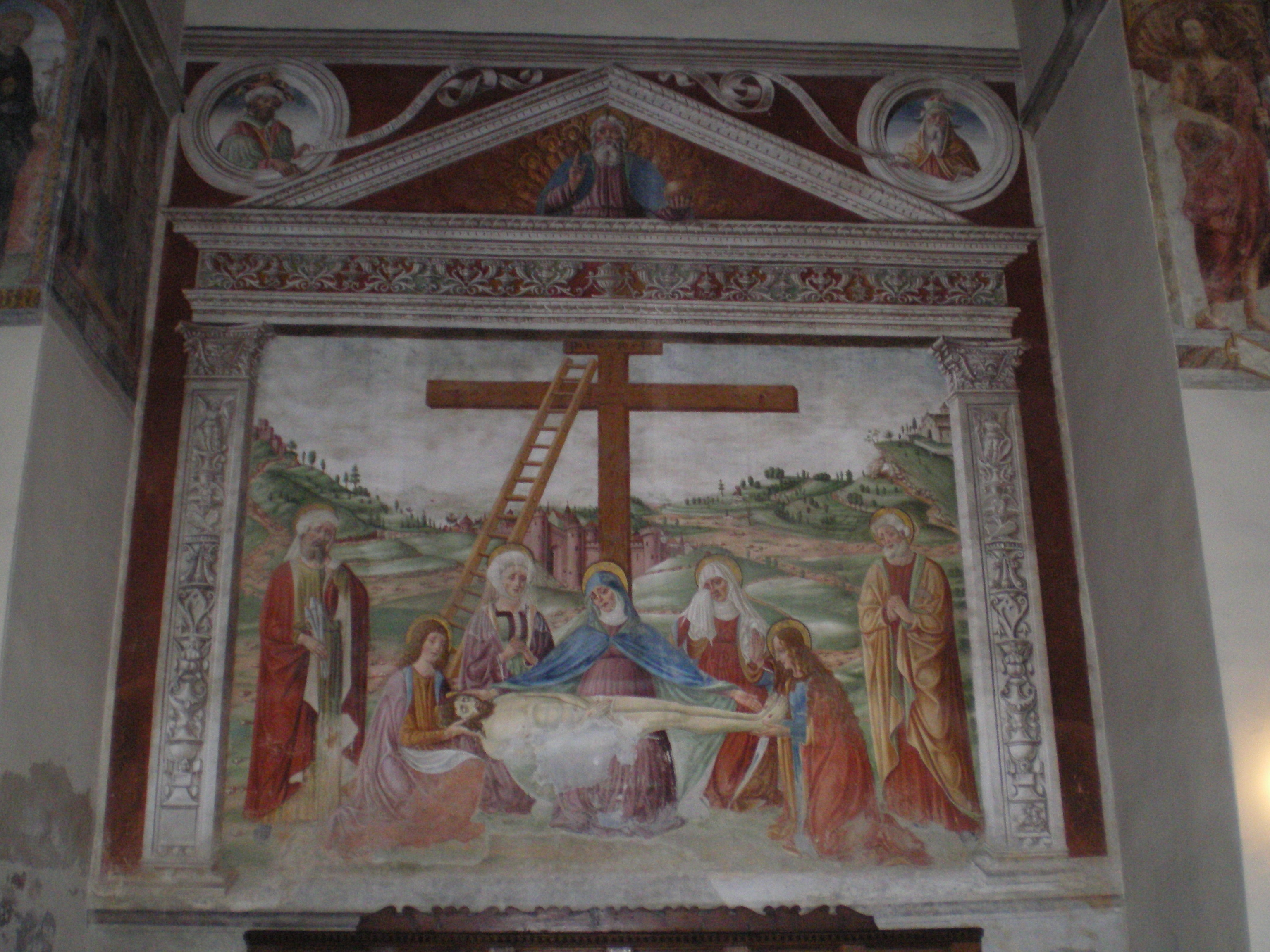
La cappella della Crocifissione.
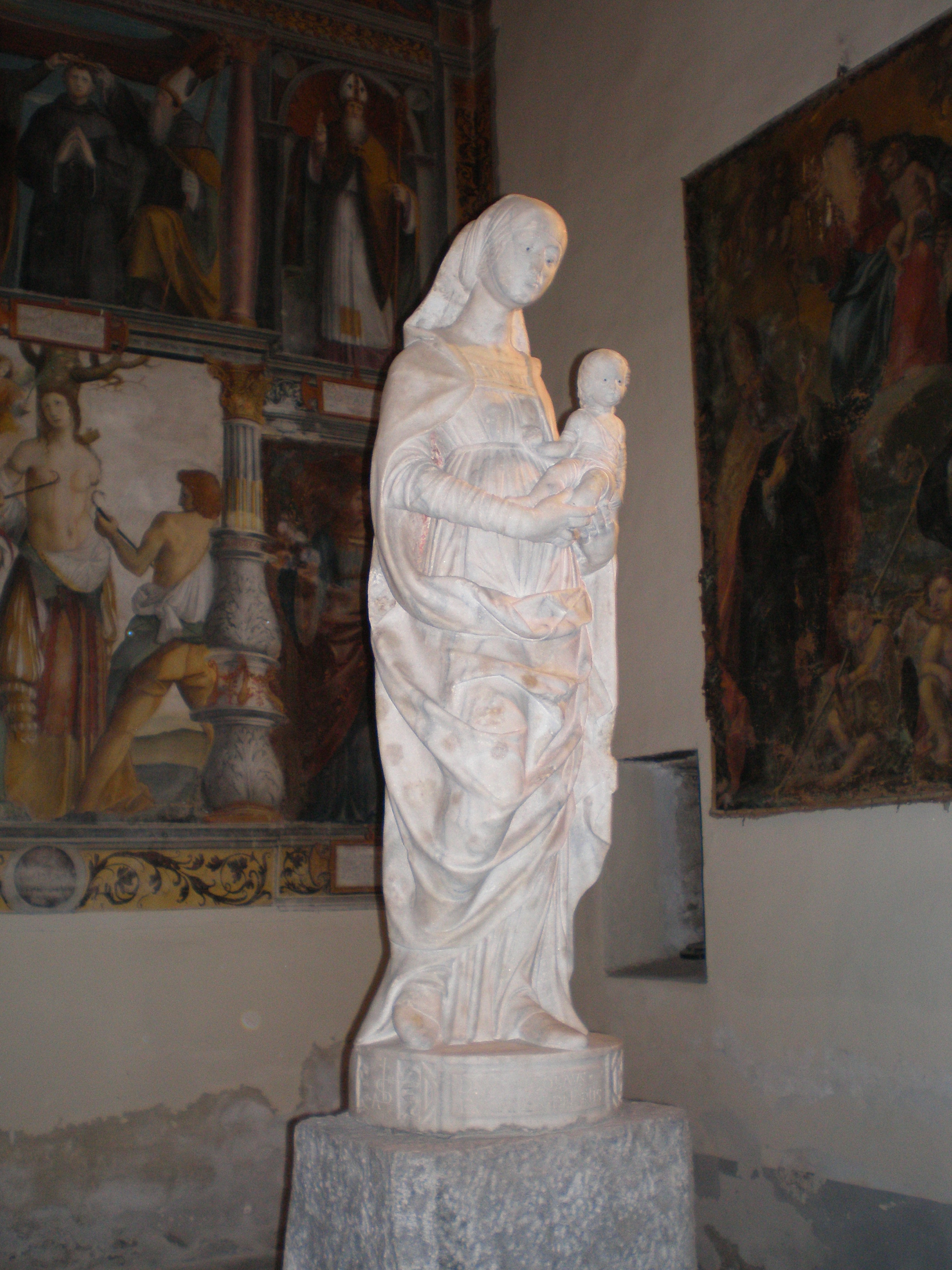
La statua della Vergine in marmo di Musso.
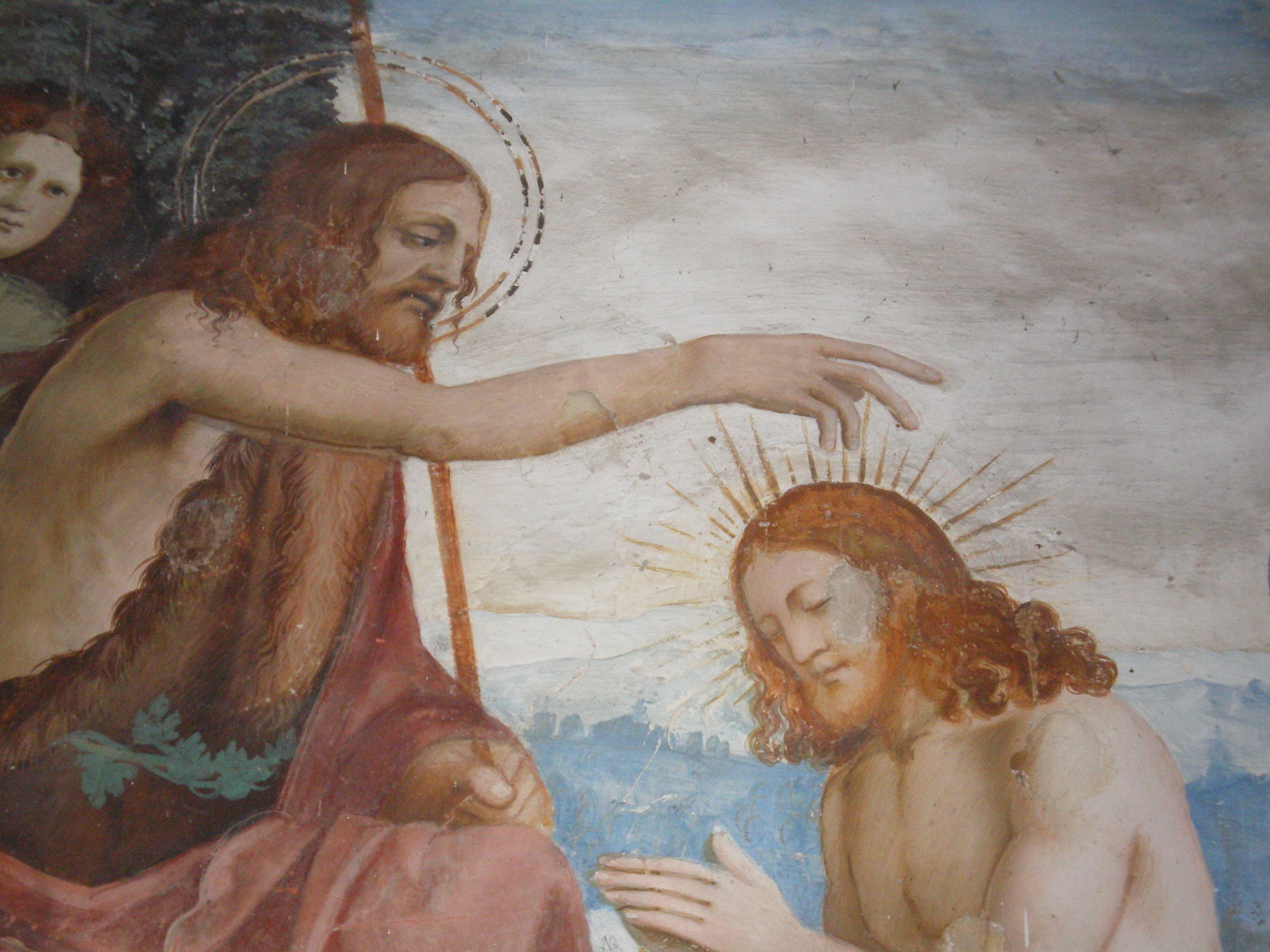
Particolare del Battesimo di Cristo nella cappella di San Giovanni Battista